# Анракуан Сакудэн
Анракуан Сакудэн (яп. 策伝 安楽庵; 1554, Мино, преф. Гифу — 1642, Киото) — буддийский священник школы Дзёдо-синсю и поэт эпохи Эдо. Основоположник японского литературного и театрального жанра ракуго.

## Биография
В раннем возрасте Анракуан Сакудэн был пострижен в монахи в храме Дзёон-дзи, где получил имя Сакудэн. В 11 лет он впервые приехал в Киото в храм Дзэнрин-дзи. В 25 лет он отправился в монашеское странствие по Японии, во время которыми его силами были построены или восстановлены многие буддийские храмы: Гокураку-дзи, Курасики Cэйган-дзи и Ходзэн-дзи в префектуре Окаяма и др. В 1593 г. он был назначен тринадцатым настоятелем храма Сайхо-дзи в 39 лет, но спустя 4 года вернулся в Мино, где стал настоятелем того храма, в котором в детстве был пострижен в монахи. Когда Сакудэну было около 60-ти лет, он был назначен настоятелем храма Сэйган-дзи в Киото, где прослужил 10 лет. Известно, что монах часто занимался проведением чайных церемоний, в связи с чем приобрел популярность среди местных любителей этого искусства. Он слагал шуточные стихи — кёка, отличался чувством юмора и остроумием. Сборник его смешных историй из 8-ми книг, изданных для князя Итакура сохранился в книге под названием «Сэйсуйсё», что можно перевести, как «пробуждающий смех».

## Книга «Сэйсуйсё»
В 1615 г. Итакура Сигэмунэ попросил Сакудэна создать сборник его материала. Он начал работу над книгой в 1623 г., а издали ее уже после смерти автора, в 1659 г. Издание этого сборника положило начало особому прозаическому жанру ракуго. Книга была составлена Сакудэном для бесед на досуге в чайной комнате. Рассказы и анекдоты несли единственную цель — насмешить слушателя. В них не было никакой бытовой или политической сатиры. В книге содержалось много рассказов о самураях, забавных случаев из жизни поэтов и других деятелей искусства, были и анекдоты о простых людях. Всего в изданный сборник вошло около 300 рассказов.
Произведение Сакудэна сыграло важную роль в развитии жанра ракуго. До сегодняшних дней рассказы из «Сэйсуйсё» можно услышать раз в месяц в храме Сэйган-дзи, где собираются почитатели этого жанра.